# ماگرا، ایرلند شمالی
ماگرا (به انگلیسی: Maghera) یک شهر در ایرلند شمالی است که در شهرستان لندندری  واقع شده‌است. ماگرا ۳٬۷۱۱ نفر جمعیت دارد.